# Freeze (Ausstellung)
Freeze war der Titel einer 1988 in den Londoner Docklands stattfindenden retrospektiv vielbeachteten Kunstausstellung. Sie wurde von Damien Hirst zusammen mit anderen Studenten des Goldsmiths College organisiert. Die Ausstellung gilt als Geburtsstunde der Young British Artists.

## Die Ausstellung
Freeze ist der Titel einer Kunstausstellung, die im Jahre 1988 in einem leerstehenden Gebäude der London Docklands stattfand. Sie wurde von dem damaligen Studenten des Goldsmiths College Damien Hirst kuratiert. Ausgestellt wurden Werke von ihm und 15 seiner Kommilitonen. Der Name Freeze stammt von dem Kunsthistoriker Ian Jeffrey, der in einem Essay über Freeze das dort ausgestellte Werk Bullet Hole als Freeze Frame bezeichnete. Aufgrund der positiven Resonanz der hochkarätigen Besucher gelangte die Ausstellung retrospektiv zu immer größerer Reputation. Freeze gilt als die Geburtsstunde der Young British Artists.

## Geburtsstunde der Young British Artists
Die Young British Artists sind eine heterogene Gruppe junger britischer Künstler. Ihr Werk zeichnet sich durch die Verwendung unterschiedlichster Materialien und Werksprozesse aus. Mit ihrer Kunst intendierten sie oft eine schockierende Wirkung beim Betrachter.
Die Bezeichnung als Gruppe ist problematisch, da sie sich selbst nie als solche ansahen.
Die Frage ist nun, ob eine Gruppe, die nie als solche existierte, eine Geburtsstunde haben kann und wenn ja, ob Freeze diese darstellt.
Es lässt sich sagen, dass Freeze ohne Zweifel der Beginn eines Wandels war, der sich in den zahlreichen „Warehouse Shows“ der 1990er Jahre zeigt. Junge Künstler ergriffen selber die Initiative und erhielten so die Aufmerksamkeit bedeutender Galeristen, Sammler und Mäzenen.

## Teilnehmende Künstler

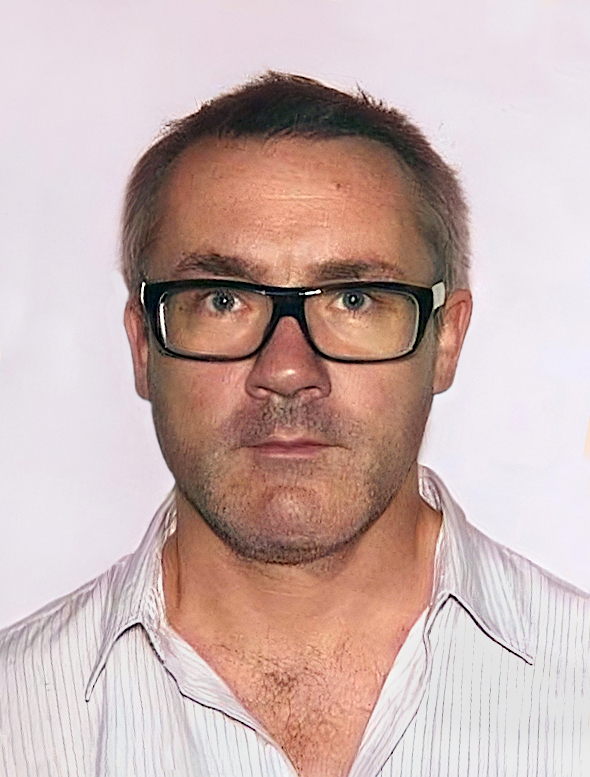
Damien Hirst

| - Steven Adamson - Angela Bullock - Mat Collishaw: „Bullet Hole“ (1988) - Ian Davenport - Angus Fairhurst: „Grey Unit“ (1988) - Anya Gallaccio: „Waterloo“ (1988) - Damien Hirst: „Boxes“ (1988), „Row“ (1988) und „Edge“ (1988) - Gary Hume: „Door Paintings I-III“ (1988) | - Michael Landy - Abigail Lane - Sarah Lucas - Lala Meredith-Vula - Richard Patterson - Simon Patterson - Stephen Park - Fiona Rae |